# Soyuz/Vostok (foguete)
O foguete Soyuz/Vostok (11A510), foi um veículo de lançamento descartável, usado pela 
União Soviética entre 1965 e 1966. Este modelo tinha uma finalidade específica, e efetuou apenas dois lançamentos. 
Ele foi originalmente projetado como uma versão especializada dentro da família de foguetes Vostok, 
para lançar os protótipos dos satélites RORSAT devido ao cancelamento do projeto UR-200, que seria o seu lançador "oficial".
Assim como o foguete Polyot, este modelo foi um desenvolvimento intermediário entre o cancelamento do projeto 
UR-200, e o desenvolvimento do foguete Tsyklon-2.
Era um foguete de três estágios, sendo: 
- O primeiro estágio e os foguetes auxiliares do Soyuz,
- O segundo estágio do Vostok 2,
- O terceiro estágio, foram testes com o que viria a ser o estágio superior do Tsyklon-2.